# Kullen, Härryda kommun
Kullen är en ort i Härryda socken i Härryda kommun, Västra Götalands län. Den östra delen klassas som en småort. 
Kullen är lokalt kanske mer känt som Vägskillnaden eftersom man tar av här från vägen mellan Härryda och Hällingsjö för att nå de södra delarna av Härryda socken, Sandsbacka och Risbacka.